# 1203 w polityce
Wydarzenia polityczne w 1203 roku.

## Wydarzenia
- 7 kwietnia - IV Krucjata: po przyjęciu propozycji interwencji w walkę o władzę w Cesarstwie Bizantyńskim po stronie Aleksego flota krzyżowców opuściła Zadar i skierowała się w kierunku Konstantynopola[1].
- 18 lipca - IV Krucjata: po udanym szturmie murów Konstantynopola przez krzyżowców cesarz wschodniorzymski Aleksy III potajemnie ucieka z miasta, a tron przejął Aleksy IV[2].

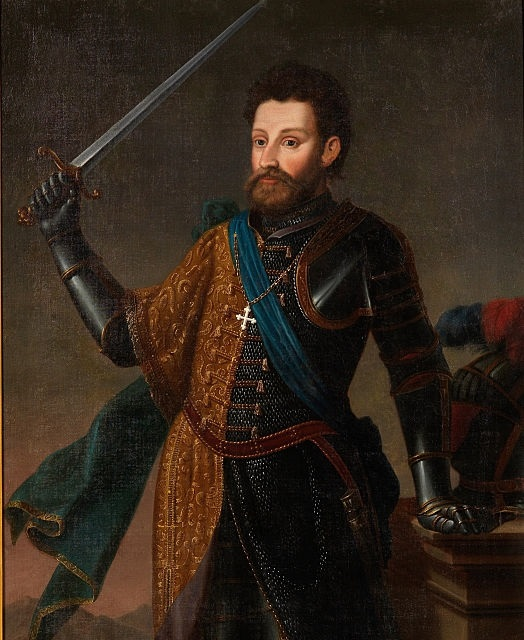
Piotr II Sabaudzki

## Urodzili się
- Piotr II, hrabia Sabaudii[3].